# 올림픽 아이스하키
올림픽 아이스하키는 올림픽에서 아이스하키로 경기를 겨루는 올림픽 경기 종목이다. 1920년 하계 올림픽부터 올림픽 종목에 추가되었다. 1920년에는 아이스하키 대회가 올림피아드 대회와 함께 열렸다. 남자 토너먼트는 1920년 하계 올림픽에서 도입되었으며 1924년부터 아이스하키는 동계 올림픽 종목에 영구적으로 이전되었다. 여자 토너먼트는 1998년 동계 올림픽에서 처음 개최되었다.
올림픽은 원래 아마추어 선수들을 위한 대회였다. 그러나 국가가 후원하는 동구권 국가의 '전업 아마추어 운동선수'의 등장은 순수 아마추어의 이념을 더욱 침식시켰고, 이는 서방 국가의 자비 아마추어를 불리하게 만들었다. 소련은 명목상 학생, 군인, 직업에 종사하는 선수들로 구성된 팀에 합류했지만 실제로는 이들 중 상당수가 풀타임으로 훈련하기 위해 국가로부터 급여를 받았다. 1986년 국제올림픽위원회(IOC)는 1988년부터 프로선수들의 올림픽 출전을 허용하기로 의결했다. 내셔널하키리그(NHL)는 올림픽이 1988년부터 개최된다는 이유로 처음에는 선수들의 출전을 꺼렸다. NHL 시즌에는 많은 선수가 참가할 경우 리그는 경기를 중단해야 한다. 결국 NHL 선수들은 1998년부터 참가를 허가받았다.
1924년부터 1988년까지 토너먼트는 라운드 로빈 시리즈의 게임으로 시작하여 메달 라운드로 끝났다. 해당 라운드 동안 누적된 포인트를 기준으로 메달이 수여되었다. 1992년에는 1920년 이후 처음으로 플레이오프가 도입되었다. 1998년에는 토너먼트 형식이 NHL 일정에 맞게 조정되었다. 예선 라운드는 NHL 선수나 상위 6개 팀(캐나다, 체코, 핀란드, 러시아, 스웨덴, 미국) 없이 진행되었으며, 이어 이들이 포함된 최종 라운드가 진행되었다. 토너먼트 형식은 2006년에 다시 변경되었다. 모든 팀은 NHL 선수를 최대한 활용하여 5번의 예선 경기를 치렀다.
토너먼트 게임은 국제아이스하키연맹(IIHF)의 규칙을 따르며 이는 NHL에서 사용되는 규칙과 약간 다르다. 남자 토너먼트에서 캐나다는 1920년부터 1952년까지 금메달 7개 중 6개를 획득하여 처음 30년 동안 가장 성공적인 팀이었다. 체코슬로바키아, 스웨덴, 미국도 이 기간 동안 경쟁을 벌였으며 여러 메달을 획득했다. 1920년부터 1968년까지 올림픽 하키 토너먼트는 그 해의 아이스하키 세계 선수권 대회로도 간주되었다. 소련은 1956년에 처음으로 참가하여 캐나다를 제치고 국제 대표팀으로서 그들이 참가한 9개 토너먼트 중 7개 대회에서 우승했다. 미국은 1960년과 1980년 소련을 꺾은 '얼음 위의 기적'으로 금메달을 획득했다. 캐나다는 2002년에 금메달을 획득하기 전까지 50년 동안 금메달을 획득하지 못했고, 2010년과 2014년에 연속 우승을 차지했다. 금메달을 획득한 다른 국가로는 1936년 영국, 1992년 통일팀, 1994년 스웨덴이 있다. 2006년, 1998년 체코, 2018년 러시아(OAR), 2022년 핀란드. 다른 메달 획득 국가로는 스위스, 독일, 슬로바키아가 있다.
1992년 7월, IOC는 여자 하키를 올림픽 종목으로 승인하기로 투표했다. 1998년 나가노 동계올림픽에서 처음 개최됐다. 나가노 조직위는 대회 개최에 드는 추가 비용 때문에 대회 포함을 주저했지만, 참가팀을 6개 팀으로 제한하고 추가 시설을 짓지 않기로 합의했다. 캐나다 팀이 이벤트를 장악했다. 미국은 1998년과 2018년에 첫 번째 토너먼트에서 우승했다. 캐나다는 다른 모든 토너먼트(2002~2014, 2022)에서 우승했다.

## 메달 집계

### 하계 올림픽 메달 집계
| 순위 | 국가   | 금메달 | 은메달 | 동메달 | 합계 |
| ---- | ------ | ------ | ------ | ------ | ---- |
| 1    | 캐나다 | 1      | 0      | 0      | 1    |
| 2    | 미국   | 0      | 1      | 0      | 1    |
| 3    | 체코   | 0      | 0      | 1      | 1    |
| 합계 | 합계   | 1      | 1      | 1      | 3    |

### 동계 올림픽 메달 집계
| 순위 | 국가           | 금메달 | 은메달 | 동메달 | 합계 |
| ---- | -------------- | ------ | ------ | ------ | ---- |
| 1    | 캐나다         | 13     | 5      | 2      | 20   |
| 2    | 소련           | 7      | 1      | 1      | 9    |
| 3    | 미국           | 3      | 11     | 2      | 16   |
| 4    | 스웨덴         | 2      | 4      | 5      | 11   |
| 5    | 체코           | 1      | 0      | 1      | 2    |
| 5    | 영국           | 1      | 0      | 1      | 2    |
| 7    | 연합           | 1      | 0      | 0      | 1    |
| 8    | 체코슬로바키아 | 0      | 4      | 4      | 8    |
| 9    | 핀란드         | 0      | 2      | 6      | 8    |
| 10   | 러시아         | 0      | 1      | 1      | 2    |
| 11   | 스위스         | 0      | 0      | 2      | 2    |
| 12   | 독일           | 0      | 0      | 1      | 1    |
| 12   | 서독           | 0      | 0      | 1      | 1    |
| 합계 | 합계           | 27     | 27     | 28     | 82   |

## 세부 종목

### 하계 올림픽 세부 종목
| 종목 | 20 | 계 |
| ---- | -- | -- |
| 남자 | •  | 1  |
| 합계 | 1  |    |

### 동계 올림픽 세부 종목
| 종목 | 24 | 28 | 32 | 36 | 48 | 52 | 56 | 60 | 64 | 68 | 72 | 76 | 80 | 84 | 88 | 92 | 94 | 98 | 02 | 06 | 10 | 14 | 계 |
| ---- | -- | -- | -- | -- | -- | -- | -- | -- | -- | -- | -- | -- | -- | -- | -- | -- | -- | -- | -- | -- | -- | -- | -- |
| 남자 | •  | •  | •  | •  | •  | •  | •  | •  | •  | •  | •  | •  | •  | •  | •  | •  | •  | •  | •  | •  | •  | •  | 22 |
| 여자 |    |    |    |    |    |    |    |    |    |    |    |    |    |    |    |    |    | •  | •  | •  | •  | •  | 5  |
| 합계 | 1  | 1  | 1  | 1  | 1  | 1  | 1  | 1  | 1  | 1  | 1  | 1  | 1  | 1  | 1  | 1  | 1  | 2  | 2  | 2  | 2  | 2  |    |

## 역대 메달리스트

### 남자
| 종목                      | 금     | 은             | 동             |
| ------------------------- | ------ | -------------- | -------------- |
| 1920 인트베르트           | 캐나다 | 미국           | 체코슬로바키아 |
| 1924 샤모니               | 캐나다 | 미국           | 영국           |
| 1928 장크트모리츠         | 캐나다 | 스웨덴         | 스위스         |
| 1932 래이크플레시드       | 캐나다 | 미국           | 독일           |
| 1936 가르미슈파르텐키르헨 | 영국   | 캐나다         | 미국           |
| 1948 장크트모리츠         | 캐나다 | 체코슬로바키아 | 스위스         |
| 1952 오슬로               | 캐나다 | 미국           | 스웨덴         |
| 1956 코르티나담페초       | 소련   | 미국           | 캐나다         |
| 1960 스쿼밸리             | 미국   | 캐나다         | 소련           |
| 1964 인스부르크           | 소련   | 스웨덴         | 체코슬로바키아 |
| 1968 그르노블             | 소련   | 체코슬로바키아 | 캐나다         |
| 1972 삿포로               | 소련   | 미국           | 체코슬로바키아 |
| 1976 인스부르크           | 소련   | 체코슬로바키아 | 서독           |
| 1980 래이크플레시드       | 미국   | 소련           | 스웨덴         |
| 1984 사라예보             | 소련   | 체코슬로바키아 | 스웨덴         |
| 1988 캘거리               | 소련   | 핀란드         | 스웨덴         |
| 1992 알베르빌             | 연합   | 캐나다         | 체코슬로바키아 |
| 1994 릴레함메르           | 스웨덴 | 캐나다         | 핀란드         |
| 1998 나가노               | 체코   | 러시아         | 핀란드         |
| 2002 솔트레이크시티       | 캐나다 | 미국           | 러시아         |
| 2006 토리노               | 스웨덴 | 핀란드         | 체코           |
| 2010 밴쿠버               | 캐나다 | 미국           | 핀란드         |
| 2014 소치                 | 캐나다 | 스웨덴         | 핀란드         |

### 여자
| 종목                | 금     | 은     | 동     |
| ------------------- | ------ | ------ | ------ |
| 1998 나가노         | 미국   | 캐나다 | 핀란드 |
| 2002 솔트레이크시티 | 캐나다 | 미국   | 스웨덴 |
| 2006 토리노         | 캐나다 | 스웨덴 | 미국   |
| 2010 밴쿠버         | 캐나다 | 미국   | 핀란드 |
| 2014 소치           | 캐나다 | 미국   | 스위스 |

## 참고 문헌
- “아이스하키”. SR/Olympic Games. 2009년 2월 18일에 원본 문서에서 보존된 문서. 2010년 2월 22일에 확인함.
- “아이스하키”. 국제 올림픽 위원회.